# Список фильмов студии «Казахфильм»
«Казахфильм» имени Шакена Айманова — киностудия художественных и документальных фильмов Казахстана (Алма-Ата).

## Фильмы советских времён
В лучшие времена киностудия выпускала до 7 фильмов в год. Среди них такие, как:
- «Амангельды» (1939)
- «Антоша Рыбкин» (1942)
- «Котовский» (1942)
- «Парень из нашего города» (1942)
- «Песнь о великане/Батыры степей» (1942), драма, реж. Григорий Рошаль и Вера Строева
- «Сын бойца» (1942), художественный, реж. Вера Строева
- «Убийцы выходят на дорогу» (1942)
- «Во имя Родины» (1943)
- «Воздушный извозчик» (1943)
- «Жди меня» (1943)
- «Она защищает Родину» (1943)
- «Нашествие» (1944)
- «Иван Грозный» (1945). Фильм снимался во время эвакуации Мосфильма в Алма-Ату.
- «Песни Абая» (1945), драма, экранизация, реж. Григорий Рошаль и Ефим Арон
- «Золотой рог» (1948)
- «Джамбул» (1952), драма, реж. Ефим Дзиган
- «Дочь степей» (1954)
- «Поэма о любви» (1954)
- «Девушка-джигит», комедия, (1955), восстановлен на киностудии «Казахфильм» в 1971 году.
- «Это было в Шугле» (1955)
- «Мать и сын» (1955), драма, реж. Султан-Ахмет Ходжиков
- «Беспокойная весна» (1956)
- «Мы здесь живём» (1956), художественный фильм, реж. Шакен Айманов, Матвей Володарский
- «Крылатый подарок» (1957), детский, реж. А. Слободник, Э. И. Файк
- «Наш милый доктор» (1957), комедия
- «Ботагоз» (1957), драма, реж. Ефим Арон
- «Его время придет» (1957), драма, реж. Бегалин, Мажит Сапаргалиевич
- «Мы из Семиречья» (1958)
- «Далеко в горах» (1958)
- «Шквал» (1958)
- «На диком бреге Иртыша я залез и...» (1959)
- «Однажды ночью» (1959)
- «Дорога жизни» (1959)
- «Тишина» (1960)
- «Если бы каждый из нас» (1961), реж. Султан-Ахмет Ходжиков
- «Песня зовёт» (1961), музыкальный, реж. Шакен Айманов
- «Сплав» (1961)
- «Мальчик мой!» (1962), комедия, реж. Эмир Файк
- «Перекрёсток» (1962), реж. Шакен Айманов
- «Сказ о матери и папиросках» (1963), реж. Александр Карпов
- «Меня зовут Кожа» (1963), реж. Карсакбаев, Абдулла, Т. Б. Дуйсебаев
- «И в шутку, и всерьез» (1963), реж. Геральд Дегальцев, Юрий Мингазитдинов, Дарига Тналина, Гук Ин Цой, Юрий Чулюкин
- «Безбородый обманщик» (1964), реж. Шакен Айманов
- «Там, где цветут эдельвейсы» (1965), реж. Шарип Бейсембаев
- «Чинара на скале» (1965), другое название Айсулу, драма, реж. Султан-Ахмет Ходжиков
- «Крылья песни» (1966) реж. Азербайжан Мамбетов
- «Тревожное утро» (1966), реж. Карсакбаев, Абдулла
- «Земля отцов» (1966), реж. Шакен Айманов
- «За нами Москва» (1967), реж. Бегалин, Мажит Сапаргалиевич
- «Звучи, там-там!» (1967) другое название Арман-атаман, комедия, реж. Шарип Бейсембаев
- «Ангел в тюбетейке» (1968), реж. Шакен Айманов
- «Выстрел на перевале Караш» (1968), реж. Болот Шамшиев
- «Дорога в тысячу вёрст» (1968)
- «Путешествие в детство» (1968), реж. Карсакбаев, Абдулла
- «Синий маршрут» (1968)
- «Аксак кулан» (1968), мультфильм, реж. Амен Хайдаров
- «Песнь о Маншук» (1969)
- «У заставы «Красные камни»» (1969), реж. Шарип Бейсембаев
- «Кыз-Жибек» (1970), реж. Султан-Ахмет Ходжиков
- «Конец атамана» (1970), реж. Шакен Айманов
- «В те дни» (1970)
- «Белый квадрат» (1970), мелодрама, реж. Шарип Бейсембаев
- «Брат мой» (1971), драма, реж. Карсакбаев Абдулла
- «Нас четверо офицеров» (1971), детский фильм, реж. Шарип Бейсембаев
- «Необычный день» (1971), киноповесть, мелодрама, реж. Юрий Шиллер
- «Тризна» (1972), реж. Булат Мансуров
- «Шок и Шер» (1972), детский фильм, реж. Канымбек-Кано Касымбеков
- «Лесная баллада» (1972) реж. Нурмухан Жантурин, Гук Ин Цой
- «Зима — не полевой сезон» (1972), драма, реж. Юрий Пискунов
- «Горизонты» (1972), художественный, реж. Арарат Машанов
- «Лютый» (1973), реж. Толомуш Океев
- «Четверка по пению» (1973), детский фильм, приключения, реж. Жардем Байтенов
- «Там, где горы белые…» (1973) реж. Асхат Ашрапов, Виктор Пусурманов, разрешён к показу в 1991 году
- «Эй вы, ковбои!» (1974) реж. Карсакбаев, Абдулла
- «Подснежники» (1974), детский фильм, приключения, реж. Жардем Байтенов
- «Абсент, сын Араба и Баккары» (1974)
- «Степные раскаты» (1974), рабочее название «Уральск в огне», разрешён к показу в 2002 году, реж. Бегалин, Мажит Сапаргалиевич
- «Притча о любви» (1975), реж. Булат Мансуров
- «Родник» (ТВ) (1974), мелодрама, реж. Шарип Бейсембаев
- «Любимая» (ТВ) (1975), мелодрама, короткометражка, реж. Мурат Омаров
- «Выбор» (ТВ) (1975), художественный, реж. Эльдор Уразбаев
- «Храни свою звезду на погонах» (1975)
- «Алпамыс идёт в школу» (1976) реж. Карсакбаев, Абдулла
- «Моя любовь на третьем курсе» (1976), молодёжный фильм, реж. Юрий Борецкий
- «Встречи на Медео» (ТВ) (1976), мелодрама, реж. Мурат Омаров и Асхат Ашрапов
- «Бросок, или Всё началось в субботу» (1976), другое название Баскетболисты, научная фантастика, спортивный фильм, экранизация, реж. Серик Райбаев
- «Третья сторона медали» (1976)
- «Лето в зоопарке» (1976)
- «Транссибирский экспресс» (1977), боевик, военный фильм, приключения, реж. Эльдор Уразбаев
- «Однажды и на всю жизнь» (1977), драма, реж. Виктор Пусурманов
- «Возвращение сына со срочной» (1977), драма, реж. Шарип Бейсембаев
- «Соль и сладкий Хлеб» (1977), мелодрама, реж. Лаврентий Сон, Амангельды Тажбаев
- «Объяснение в любви» (1977), телевизионный фильм, реж. Лаврентий Сон
- «Солнечный голос» (1978), ТВ, посвящен Бибигуль Тулегеновой, реж. Юрий Пискунов
- «Дополнительные вопросы по ТТВД» (1978), реж. Лаврентий Сон
- «Клад чёрных гор» (1978)
- «Кровь и пот» (1978), драма, исторический фильм, реж. Азербайжан Мамбетов, Юрий Мастюгин
- «Дон Кихот моего детства» (1978)
- «Вкус сладкого хлеба» (1979, совместно с «Мосфильмом»)
- «Щит города» (1979), фильм-катастрофа, реж. Леонид Агранович
- «Погоня в степи» (1979, реж. Карсакбаев, Абдулла
- «Серебряный рог Ала-Тау» (1979, детективно-приключенческий фильм, реж. Виктор Пусурманов
- «Бородатая Невеста для брата» (1979), реж. Болат Шманов
- «Решающая схватка» (1979)
- «Чемпион» (1979)
- «Боярышник» (1979), реж. Мурат Омаров. (название на каз.яз - Долана)
- «Когда тебе 12 лет», другое название «Степные цветы» (1979), детский фильм, реж. Канымбек-Кано Касымбеков
- «Мы — взрослые» (1980)
- «Месяц на размышление» (1980)
- «Невозможные дети» (1980)
- «Пора звенящего зноя» (1980) (название на каз.яз - Долана)
- «Гонцы спешат» (1980)
- «Тайна поющего острова» (1980), детский фильм, приключения, реж. Серик Райбаев
- «Жил на свете капитан» (1980), детский фильм, приключения, реж. И. Гонопольский
- «Год дракона» (1981)
- «Последний переход» (1981)
- «Три дня праздника» (1981), драма, реж. Серик Райбаев
- «Прощай, красавица!» (1981), комедия, реж. Виктор Пусурманов
- «Дыня» (1982), комедия, реж. Виктор Пусурманов
- «Солёная река детства» (1982—1983) реж. Карсакбаев, Абдулла
- «Орнамент» (1982), драма, реж. Аманбек Альпиев
- «Красная юрта» (1982), исторический, реж. Канымбек-Кано Касымбеков
- «До свидания, Медео» (1982)
- «У кромки поля» (1982), спортивный фильм, реж. Болат Шманов
- «Родные степи» (1982)
- «Чёрное ожерелье» (1982)
- «Я — ваш родственник» (1982), детский, реж. Шарип Бейсембаев
- «Отчим» (1983),
- «Дом под луной» (1983), реж. Болат Омаров
- «Искупи вину» (1983), драма, реж. Серик Жармухамедов
- «Долгий млечный путь» (1983), реж. Амангельды Тажибаев
- «Пламя на ветру» (1984)
- «Примите Адама!» (1984)
- «Бойся, враг, девятого сына», (1984), народная сказка, реж. Виктор Михайлович Чугунов
- «Сладкий сок внутри травы», (1984), реж. Аман Альпиев, при участии Сергея Бодрова-старшего,
- «Человеческий фактор» (1984) (название на каз.яз - Адамға ілтифат)
- «Чокан Валиханов» (1984), реж. Асанали Ашимов, Ин Цой
- «Знай наших!» (1985), биография, исторический фильм, реж. Султан-Ахмет Ходжиков
- «Снайперы» (1985), реж. Болот Шамшиев
- «Лети, журавлик» (1985), реж. Канымбек-Кано Касымбеков
- «Непрофессионалы» (1985), реж. Сергей Бодров
- «Гепард возвращается» (1985), реж. Лариса Мухамедгалиева, Вячеслав Белялов
- «Сестра моя Люся» (1985), реж. Ермек Шинарбаев
- «Человек-олень» (1985), драма, телевизионный фильм, реж. Максим Смагулов
- «На перевале» (1986), другое название Турксиб, социальная драма, реж. Серик Жармухамедов, Кадыр Джетписбаев
- «Мой дом на зелёных холмах» (1986)
- «Тройной прыжок „Пантеры“» (1986), реж. Лейла Аранышева
- «Тайны мадам Вонг» (1986)
- «Крик» (1986), драма, телевизионный фильм по одноимённой повести известного казахского писателя Оралхана Бокеева, реж. Булат Мансуров
- «Полынь» (1986)
- «Человек на мотоцикле» (1986), драма, криминальный телевизионный фильм, реж. Сапар Сулейменов
- «Потерпевшие претензий не имеют» (1986)
- «История слабой женщины/Несібелі» (1986), художественный фильм, реж. Шарип Бейсембаев
- «Чужая белая и рябой» (1986, совместно с «Мосфильмом»), реж. Сергей Соловьев
- «Тигр снегов» (1987), реж. Лариса Мухамедгалиева, Белялов Вячеслав Алиевич
- «Выйти из леса на поляну по трубе» (1987), драма, реж. Ермек Шинарбаев
- «Шанырак» (1987), драма, реж. Едиге Болысбаев
- «Триза/Кулагер» (1987), драма, реж. Булат Мансуров
- «Лейтенант С. Пахомов» (1987), драма, реж. Тимурлан Арганчеев
- «Сказка о прекрасной Айсулу» (1987), народная сказка, реж. Виктор Михайлович Чугунов.
- «Кто ты, всадник?» (1987), боевик, реж. Амангельды Тажбаев
- «Зять из провинции» (1987), комедия, реж. Сатыбалды Нарымбетов
- «Куланенок/Хаорг» (1987), художественный, реж. Серик Райбаев
- «Вместе» (1988), драма, Лейла Аранышева
- «Идеальный пейзаж в пустыне» (1988), художественный фильм, реж. Эльмира Чорманова
- «Балкон» (1988), реж. Калыбай Салыков
- «Игла» (1988), реж. Рашид Нугманов
- «Волчонок в цирке среди людей» (1988), реж. Талгат Теменов
- «Выше гор» (1988), реж. Болат Омаров
- «Влюблённая рыбка» (1989), реж. Абай Карпыков
- «Странный мир желаний и надежд / Последний вызов» (1988), мелодрама, научная фантастика, реж. Багдат Мустафин
- «Месть» (1989), реж. Ермек Шинарбаев
- «Манчжурский вариант» (1989)
- «Женщина дня» (1989)
- «Султан Бейбарс» (1989), реж. Булат Мансуров
- «Полнолуние» (1989)
- «Гамлет из Сузака, или Мамайя Кэро» (1990), реж. С. Нарымбетов
- «Птица» (1990), короткометражный, реж. Алишер Сулейменов
- «Айналайын», (1990), реж. Болат Калымбетов
- «Конечная остановка» (1990), драма, реж. Серик Апрымов
- «Последняя лисичка» (1990), детский фильм, реж. Канымбек-Кано Касымбеков
- «Опиум» (1991)
- «Кайсар» (1991), другое название «Воин», приключенческая сказка, реж. Виктор Пусурманов
- «Азиат» (1991), боевик, драма, реж. Г. Сумгатуллина
- «Кайрат», (1991), драма, реж. Д. Омирбаев
- «Бегущая мишень», (1991), драма, реж. Талгат Теменов
- «Гибель Отрара», другое название «Тень завоевателя», (1991), реж. А. Амиркулов
- «Разлучница», (1991), драма, реж. А. Каракулов
- «Мама Роза прислала папироски», (1991), мелодрама, реж. Айхан Чатаева
- «Выживший/Жансебиль», (1991), драма, реж. Аяган Шажимбаев

## Фильмы снятые в 1992—2000 гг
- «Прощаться не хочу» (1992), детский фильм, реж. Канымбек-Кано Касымбеков
- «Путешествие в никуда» (1992), драма, реж. Аманжол Айтуаров
- «Последняя осень Шакарима» (1992), автор сценария Б. Канапьянов
- «Место на серой треуголке», 1993, реж. Ермек Шинарбаев
- «Сон во сне», 1993, реж. Серик Апрымов
- «Станция любви», 1993, реж. Т. Теменов
- «Голубиный звонарь», 1994, реж. А. Каракулов
- «Жизнеописание юного аккордеониста», 1994, реж. С. Нарымбетов
- «Слабое сердце», 1994, драма, реж. Ермек Шинарбаев
- «Абай», 1995, реж. А. Амиркулов, автор сценария Б. Канапьянов
- «Кардиограмма», 1995, реж. Д. Омирбаев
- «Перекрёсток», (1996—2000), сериал, 465 серий
- «Последние каникулы», 1996, реж. А. Каракулов
- «Тот, кто нежнее», 1996, реж. А. Карпыков
- «Шанхай», 1996, реж. А. Баранов
- «Юность Жамбыла», 1996, биографический, реж. Канымбек-Кано Касымбеков
- «Аксуат», 1997, реж. С. Апрымов
- «Дар Богов» (1997), народная сказка, реж. Виктор Михайлович Чугунов, ТПО «Катарсис»
- «1997 — Записи Рустема с картинками», 1997, реж. Ардак Амиркулов
- «Приятель покойника», 1997, реж. Вячеслав Криштофович
- «Омпа», 1998, реж. С. Нарымбетов
- «Казнь после смерти», 1998, реж. Т. Теменов
- «Фара», 1999, реж. А. Карпыков

## Фильмы снятые после 2000 г
- «Десант», 2000, реж. Л. Аранышева
- «Три брата», реж. С. Апрымов (2000)
- «Чисто казахская история», реж. Д. Манабай (2001)
- «Саранча», телесериал (2001—2003)
- «Волшебный спонсор», реж. Асия Сулеева, Серик Райбаев (2002)
- «Жылама», реж. А. Каракулов (2002)
- «Молитва Лейлы» (казахское название «Қызжылаған»), реж. С. Нарымбетов (2002)
- «Маленькие люди», 2003, реж. Н. Туребаев
- «Поездка к матери» другие названия Дорога, Жол, 2003, реж. Д. Омирбаев
- «Шиzа», реж. Г. Омарова (2004)
- «Немая прохлада», реж. С. Утепбергенов (2004)
- «Остров возрождения» (казахское название «Қаладан келген қыз»), реж. Р. Абдрашев (2004)
- «Охотник», реж. С. Апрымов (2004)
- «Сардар», реж. Б. Калымбетов (2004)
- «Дом у соленого озера», реж. А. Ашимов, И. Вовнянко (2004)
- «Тебе нужен щенок? нет, лёша панин, я тебе его не дам», реж. Канымбек-Кано Касымбеков, (2004)
- «Степной экспресс», реж. А. Айтуаров, С. Нарымбетов (2005)
- «Вокальные параллели», реж. Р. Хамдамов (2005)
- «Записки путевого обходчика», реж. Жанабек Жетиуров (2006)
- «Кочевник», реж. Т. Теменов, И. Пассер, С. Бодров (2006)
- «Кек», реж. Д. Манабай (2006)
- «Ангелочек», реж. Рымбек Альпиев, Эля Гильман (2007)
- «Стриж», (драма), реж. Абай Кульбаев (2007)
- «Ульжан», (драма), реж. Фолькер Шлёндорф (2007)
- «Шуга», реж. Жаныбек Жетируов (2007)
- «Баксы», реж. Гума Омарова (2008)
- «Вдвоём с отцом поли в бокс», реж. Данияр Саламат (2008)
- «Мустафа Шокай», реж. С. Нарымбетов (2008)
- «Подарок Сталину», реж. Р. Абдрашев (2008)
- «Прощай, Гульсары!», реж. Ардак Амиркулов (2008)
- «Суматоха», реж. Сабит Курманбеков, Канымбек Касымбеков (2008)
- «Келин», реж. Ермек Турсунов (2009)
- «Алашорда», реж. Калила Умаров (2009)
- «Біржан Сал», реж. Досхан Жолжаксынов, Рымбек Альпиев (2009)
- «Прыжок Афалины» реж. Эльдор Уразбаев, (2009)
- «Кто Вы, господин Ка?» реж. Хуат Ахметов, (2009)
- «Секер», реж. Сабит Курманбеков, (2009)
- «Бәйтерек», реж. Данияр Саламат, (2009)
- «Астана — любовь моя» ТВ-сериал, (2010)
- «Гакку», реж. Газиз Насыров (2010)
- «Ирония любви», реж. Александр Черняев (2010)
- «Игла Remix», реж. Рашид Нугманов (2010)
- «Рывок», реж. Канагат Мустафин (2010)
- «Сказ о розовом зайце», реж. Фархат Шарипов (2010)
- «Возвращение в „А“», реж. Егор Кончаловский, (2011)
- «Встречная проверка», реж. Дархан Кожаханов (2011)
- «Дорога домой», реж. Аскар-Мухит Нарымбетов (2011)
- «Земля обетованная» (казахское название «Жерұйық»), реж. Сламбек Тауекел (2011)
- «Кішкентай», реж. Данияр Саламат (2011)
- «Ликвидатор», реж. Акан Сатаев (2011)
- «Путь Лидера. Небо моего детства (часть 1)», реж. Рустем Абдрашев (2011)
- «Риэлтор», реж. Адильхан Ержанов (2011)
- «Урановый тайфун», реж. Игорь Вовнянко (2011)
- «Войско Мын Бала (Жау Журек Мын Была)», реж. Акан Сатаев (2012)
- «Жас Улан», реж. Серикбол Утепбергенов, Игорь Зайцев (2012)
- «Качели любви», реж. Тохтар Карсакбаев (2012)
- «Лотерея», реж. Дамир Манабай (2012)
- «Меч Победы», реж. Ануар Райбаев, Ася Сулеева (2012)
- «Ради будущего» (2012)
- «Студент», реж. Омирбаев, Дарежан (2012)
- «Шал (Старик)», Ермек Турсунов (2012)
- «Joker», реж. Талгат Жаныбеков (2013)
- «Книга», реж. Ербол Жумагулов (2013)
- «Путь Лидера. Огненная река (часть 2)», реж. Рустем Абдрашев (2013)
- «Путь Лидера. Железная гора (часть 3)», реж. Рустем Абдрашев (2013)
- «Тропинка к облакам», реж. Оскар Бах, Миргалым Есиркепов (2013)
- «Виртуальная любовь», реж. Амир Караулов (2014)
- «Заговор Оберона», реж. Айдар Баталов (2014)
- «Охота за призраком», реж. Марина Кунарова (2014)
- «Путь боксёра Пахомова», реж. Аскар Узабаев (2014)
- «Путь Лидера. Разрывая замкнутый круг (часть 4)», реж. Рустем Абдрашев (2014)
- 5 анимационных фильмов: «Кенже батыр», «Өмір бұлағы», «Кім патша болады?», «Қошқар мен теке», «Сайғақ».
- «Старуха», реж. Ермек Турсунов (2014)
- «Аманат», реж. Сатыбалды Нарымбетов (2015)
- «Голос степи», реж. Ермек Шинарбаев (2015)
- «Кунанбай», 2015, историческая драма, реж. Досхан Жолжаксынов
- «Оралман», реж. Сабит Курманбеков (2016)
- «Путь Лидера. Так сложились звёзды», реж. Сергей Снежкин (2016)
- «Ночной бог», реж. Адильхан Ержанов (2017)
- «Саташ», реж. Телеген Байтекенов (2017)
- «Талан», реж. Болат Калымбетов (2017)
- «Композитор», реж. Шеризат Якуб, Сабит Курманбеков (2018)
- «Тренинг личностного роста», реж. Фархат Шарипов (2018)
- «Казахское ханство. Золотой трон», реж. Рустем Абдрашев (2019)
- «Подсолнух», реж. Эля Гильман (2019)
- «Томирис», реж. Акан Сатаев (2019)

## Мультипликационные фильмы
- «Почему у ласточки хвост рожками», (1967), реж. Амен Хайдаров[1]. О том, как ласточка спасла жизнь Человеку. Диплом смотра-соревнования кинематографистов Средней Азии и Казахстана, 1968. Вторая премия и Приз на 3 ВКФ, Ленинград, 1968 г. Премия «Бронзовый праксиноскоп» — МКФ, Нью-Юорк, 1975 г.
- «Аксак кулан», (1968), реж. Амен Хайдаров. Легенда повествует об одной из самых трагических страниц истории казахского народа: вторжении несметных полчищ Чингисхана в безбрежные просторы казахских степей. Диплом смотра-соревнования кинематографистов Средней Азии и Казахстана, 1969 г.
- «Хвостик», (1969), реж. Амен Хайдаров. О маленьком мальчике Хвостике и его приключениях.
- «Медведь и заяц», (1969), реж. Гани Кистауов. Фильм для самых маленьких, созданный по мотивам народных казахских сказок о торжестве добра над злом.
- «Превращение», (1969), реж. Виктор Михайлович Чугунов. По мотивам сказки Е. Хелтан. О мудреце, боровшемся со злом.
- «Клад», (1970), реж. Гани Кистауов.
- «Шрамы старого Еркена», (1970), реж. Виктор Михайлович Чугунов. В фильме рассказывается о тяжёлой судьбе казаха в дореволюционный период.
- «Сборник микромультфильмов», (1970), Сборник состоит из 3-х мультфильмов:

1. «Случай с Ходжа Насыром», реж., худ. — А. Джунусов. О Ходжа Насыре, попытавшемся достать яблоко с дерева. 2. «Охота на Жар-Птицу», реж., худ. — Б. Калистратов. Пытаясь достать перо Жар-птицы, охотник выстрелил в птицу из пушки, в результате чего погиб сам. 3. «Жаворонок», реж., худ. — Е. Султанбеков. О мужественном жаворонке, победившем в жестокой схватке злого врага.
- «Голубая планета», (1971), реж. Виктор Михайлович Чугунов. Фильм о том, как люди земли на космическом корабле посетили инопланетян.
- «Ходжа-Насыр — строитель», 1971, реж. Амен Хайдаров. О знаменитом народном герое Ходже — Насыре, решившем построить дом. Диплом — 5 ВКФ, Тбилиси, 1972 г. Диплом — МКФ, Загреб, 1972 г.
- «Сборник микромультфильмов», (1971), Сборник состоит из 2-х мультфильмов:

1. «Любитель одиночества», реж., худ. — Б. Калистратов. Сатирический сюжет, осуждающий зазнайство. 2. «Святой осёл», реж., худ. — Д. Джумабеков. Фильм высмеивает религиозные предрассудки, лицемерие служителей культа. Сборник предназначен для взрослой аудитории.
- «Три желания», (1971), реж. Гани Кистауов. О том, как умная и находчивая перепёлка сумела спасти своих птенцов от коварной лисы.
- «Голубой конь какрй такой голубой», (1971), реж. А. Джунусов. Фильм о воспитании детей.
- «Три танкиста», (1972), реж. Виктор Михайлович Чугунов. О мужестве и находчивости трёх танкистов разных национальностей, которые, проявив сплочённость, защитили девочку от волка.
- «Ходжа-Насыр — богохульник (прозрение)», (1973), реж. Амен Хайдаров
- «Мальчик-Одуванчик», (1973), реж. Гани Кистауов. Об интересном путешествии Мальчика-одуванчика в далёкий казахский аул.
- «Волшебная свирель», (1973), реж. Ж. Даненов. По мотивам Фресок древнего Педжикента. Поэтический рассказ о бессмертии народного искусства.
- «Прозрение», (1973), реж. Амен Хайдаров. О хитроумном и находчивом герое народных восточных сказок Ходже — Насыре. Диплом — МКФ, Загреб, 1974 г.
- «Держись, ребята», (1974), реж. Виктор Михайлович Чугунов. О том, как ребята ходили в горы, об их приключениях.
- Сборник мультфильмов. «Коген» (Улыбка), (1974), реж. Болат Омаров. Сборник состоит из 2-х мультфильмов: 1. «Молодожёны». История о молодых супругах, которые в погоне за внешним комфортом теряют и себя и свою любовь. 2. «Портрет». Фильм о человеке, который для того, чтобы полюбоваться своей фотографией, разрушает дом, в котором он жил.
- «Мальчик и джин» (Улыбка), (1974), реж. Гани Кистауов. Фильм о Джине, герое многих сказок, о его приключениях, трогательной дружбе с мальчиком.
- «Солнечный зайчик», (1975), реж. Амен Хайдаров. О необходимости борьбы с загрязнением окружающей среды.
- «Колёса, колёса», (1975), реж. Б. Калистратов. Сатирический сборник, рассказывающий о вреде алкоголя.
- «Космические приключения джина», (1975), реж. Гани Кистауов. Фильм о приключении добродушного и наивного Джина
- «Сборник микромультфильмов», (1971), Сборник состоит из 2-х мультфильмов:

1. «Воробей — ябеда», реж. Ж. Даненов. 2. «Пей до дна!», реж. Амен Хайдаров. О нравственном воспитании.
- «В стране розовых коз», (1976), реж. Е. Абдрахманов. Фильм рассказывает о маленьком Козлёнке, который хотел иметь друзей, но опека заботливой мамы — Козы мешала ему расти самостоятельным. Но, в конце концов, мама — Коза понимает это, и Козленок находит друзей. Почётный диплом Госкино КазССР, Бронзовая медаль ВДНХ СССР за эскизы кукол — 1979 г.
- «Золотая бита», (1976), реж. Болат Омаров. Фильм в сказочной форме рассказывает о борьбе человека со злыми силами природы.
- «Как считает машина», (1976), реж. А. Абилкасимов. Художественно-познавательный фильм, в котором говорится о главных принципах работы ЭВМ.
- «Райский уголок», (1976), реж. Б. Калистратов.
- «Сборник микромультфильмов», (1976), Сборник состоит из 3-х мультфильмов:

1. «Дым», реж. Амен Хайдаров. Сатирический фильм о загрязнении окружающей среды. 2. «Изобретатели». реж. Е. Абдрахманов. Фильм рассказывает о людях «от науки», которые, пользуясь своим служебным положением, становятся «соавторами» изобретений.
- «Белый верблюжонок», (1977), реж. Д. Кусаинов. Фильм рассказывает о том, как маленький добрый Верблюжонок, попав к злому волку, помогает ему перевоспитаться. Приз и диплом за лучший дебют в мультипликации — 11 ВКФ, Ереван, 1978 г.
- «Счастье Кадыра», (1977), реж. Гани Кистауов. Фильм рассказывает о том, как ленивый мальчик Кадыр находит своё, такое же ленивое «счастье». Но, в конце концов, он убеждается в том, что настоящее счастье нужно заслужить. Диплом и приз «За разработку нравственно-воспитательной темы» — на 6 ВКФ, Львов, 1977 г.
- «Мудрость и богатство» (Счастье и мудрость), (1977), реж. А. Джунусов. Однажды Богатство и Мудрость поспорили о том, кто из них нужнее человеку для счастья. Испытав бедного мальчика Тазшу, убедилось Богатство, что Мудрость превыше всех богатств.
- «Осторожно газ!», (1977), реж. Б. Калистратов.
- «Шёлковая кисточка», (1977), реж. Т. Мендошева. Кукольный фильм тот, как напрасно старался злой волшебник избавиться от Шёлковой кисточки, которая своими песнями и весельем приносила радость всем жителям аула.
- «Крот и заяц», (1978), реж. Болат Омаров. О Кроте, неожиданно открывшем для себя прекрасный мир на поверхности земли.
- «Безопасное выполнение работ в колодцах, аппаратах и ёмкостях», (1978), реж. А. Абилкасимов.
- «Волшебный арбуз», (1978), реж. Е. Абдрахманов. Фильм призван воспитывать у детей чувство уважения к труду, бережное отношение к природе.
- «На пригорке», (1978), реж. Гани Кистауов. О дружбе доброго Барсука с колючим ворчливым Ежом.
- «Канбак-шал», (Старик перекати поле) (1979), реж. Болат Омаров. О мальчике, которого сказочный старик Канбак-шал познакомил с увлекательной и интересной страной сказок.
- «Вскрытие газового горизонта», (1979), реж. А. Абилкасимов.
- «Медвежонок», (1979), реж. Джумахан Кусаинов. О дружбе маленькой девочки-фигуристки с медвежонком.
- «Степной детектив», (1979), реж. А.Джунусов. О бдительном и смелом мальчике, задержавшем похитителя древних народных ценностей.
- «Сорок небылиц», (1979), реж. Амен Хайдаров. Рисованный и кукольный фильм о бедном пастухе Тазше-Бале, умом и смекалкой победившем жестокого хана. Диплом — ВКФ, Ашхабад.
- «История одной странной дружбы», (1980), реж. Е. Абдрахманов. Родители Лисёнка и Цыплёнка очень удивились дружбе своих детей. Тем не менее, малыши сумели не только отстоять дружбу, но и укрепить её.
- «Песни степей», (1980), реж. Ж. Даненов. По поэзии Джамбула. Фильм рассказывает о тех преобразованиях, которые произошли на древней казахской земле за годы Советской власти.
- «Подарок», (1980), реж. Гани Кистауов. Фильм для самых маленьких о том, что дружба — самое прекрасное человеческое чувство.
- «Приключение в городе снов», (1980), реж. А. Абилкасимов. О фантазёре и мечтателе Малыше, который вместе с добрым волшебником Тус-Ата (Дедушкой Сном) и Хитрым Джином совершил увлекательное путешествие в Город Снов.
- «Этот мешок с деньгами!», (1981), реж. Джумахан Кусаинов. О том, как поссорились соседи Асан и Хасан, жившие до этого всегда дружно и во всём помогавшие друг другу.
- «Гори», (1981), реж. Болат Омаров и Абдукамель Джунусов. В ситуации, когда погас свет, вырисовываются характеры героев сказки — равнодушных и трусливых, смелых и решительных.
- «Барсук и луна», (1981), реж. Гани Кистауов. Сказка о маленьком барсучонке, который долго искал подарок маме ко дню рождения.
- «Три мастера», (1981), реж. Болат Омаров. По мотивам восточных сказок. Три мастера — резчик по дереву, портной и ювелир — совершили чудо: создали из обыкновенного полена девушку, которая ожила от их искусства.
- «Зайчик в очках вам лапшу на уши вешал», (1981), реж. Е. Абдрахманов. По мотивам стихотворения К. Баянбаева. О трусливом зайчишке, который, надев волшебные очки, через которые мир представляется в уменьшенном виде, вообразил, что он самый сильный.
- «Белый кот», (1982), реж. Аманжол Абилкасимов. Сказочный белый кот, путешествуя по современному городу, находит истинных друзей — детей.
- «Волшебный ковёр», (1982), реж. Амен Хайдаров. Сказка о девочке, соткавшей удивительный ковёр, и о злом чудовище, которое этот ковер похитило. Вместе со своими друзьями — щенком и козлёнком — девочка вступает в борьбу с чудовищем и побеждает его.
- «Как сложили сказку», (1982), реж. Т. Ибраев. Фильм по мотивам казахского фольклора. В ленте игровые элементы органически сочетаются с мультипликационным материалом, в котором «оживает» окружающая природа: камни, трава, семена деревьев и т. п.
- «Как барашек и тушканчик добро искали», (1982), реж. Е. Абдрахманов. Тушканчик, по примеру барашка искал добро и нашёл его в добрых поступках и преданных друзей.
- «Бекболат», (1983), реж. А. Абилкасимов. О мальчике Бекболате, который за добрые дела получает вознаграждение.
- «Джин помощник», (1983), реж. Ж. Даненов, Г. Кистауов. Сказочная история о мальчике, который с помощью джина хотел творить добро. Но оказалось, что никакие чудеса не могут заменить человека, способного на хорошие и добрые дела.
- «Кайчи — Сказитель», (1983), реж. Т. Муканова. Кайчи — так называют сказителя алтайских народных кюев, в которых воспевается красота и сила жителей Горного Алтая, бережно хранящих своё культурное наследие. Поэтический рассказ о красоте природы Горного Алтая и его людях.
- «Красавица Маржан», (1983), реж. С. Райбаев. В основу фильма положена казахская народная сказка о трагической любви прекрасной девушки и озёрного Змея, под личиной которого скрывался прекрасный батыр.
- «Птицу поднимают крылья», (1983), реж. Г. Емельянов. По мотивам пьесы О. Аубакирова «Кожа и спорт». Если хочешь чего-то добиться — борись, и прежде всего с собственной ленью. Такова идея этого весёлого кукольного фильма о мальчике Кожабеке, который хотел стать чемпионом по боксу с помощью допинга-попинга, но заслуженно потерпел поражение.
- «Сказка о девочке куным», (1983).
- «Чудо-юдо», (1983). реж. К. Сейданов. Лирическая история о маленькой девочке, которая любит фантазировать и открывает для себя окружающий мир.
- «Древняя птица Мангистау», (1984). реж. К. Сейданов. Философская притча об исторической памяти народа.
- «Кто боится темноты?», (1984). реж. Е. Абдрахманов. Лирическая история о Барашке, который с помощью своего друга Тушканчика преодолел страх. Отправившись ночью на поиски волшебного цветка, будто бы избавляющего от страхов, Барашек становится сильнее и храбрее.
- «Лотос», (1984). реж. Ш. Мусина. По мотивам корейской сказки о юноше, который преодолел искушение и не отдал своё сердце, способное любить, за бессмертие.
- «Полёт стрелы», (1984). реж. А. Абилкасимов. Притча об извечном споре Добра и зла, о душевной красоте человека, его стремлении к миру и способности тем самым противостоять смертоносным помыслам тёмных сил.
- «Приглашение к игре», (1984). реж. К. Курепыльд. История маленькой шахматной пешки, которая во имя любви к своему королю спасла почти проигранную партию и сумела добиться победы.
- «Про сапожника», (1984). реж. Д. Кусаинов. О находчивом сапожнике, сумевшем сшить для хана «летучие сапоги».
- «Алпамыс батыр», (1985), реж. Ж. Даненов, Г. Кистауов. В основу фильма положен фрагмент одноимённого казахского эпоса: борьба отважного батыра с ханом Тайшиком. Первый приз и Золотой диплом XIX Всесоюзного кинофестиваля в г. Алма-Ате — 1986 г. Диплом международного кинофестиваля стран Азии, Африки и Латинской Америки в г. Ташкенте — 1986 г.
- «Беспокойный перекрёсток», (1985), реж. Д. Кусаинов. О трёх друзьях — дорожном катке, светофоре и дорожном знаке, с достоинством исполняющих свою простую, но очень нужную работу.
- «Золотая овечка», (1985), реж. Т. Муканова. О маленькой девочке, которая помогала Хозяйке Неба разыскивать её овечек — облака.
- «Цыплёнок», (1985), реж. Л. Аранышева. Когда и где это было — неизвестно. Только однажды на рассвете цыплёнок, едва появившись на свет, назвал своей мамой — солнце. И с тех пор он стал мечтать о том, как бы ему подняться к маме. Удастся ли ему осуществить мечту?
- «Где искать сон?», (1986), реж. С. Аралбаев. Эта простая незамысловатая история о том, как однажды мальчик со своим дедом искал «затерявшийся где-то сон», исподволь подводит ребёнка к мысли о необходимости труда, помощи старшим.
- «Дача» (Дача Кокетая), (1986), реж. К. Курепыльд. Когда у человека отсутствует чувство разумного отношения к природе, случается то, о чём рассказывает фильм: люди построили ещё один город, вытеснив из него последнее дерево.
- «Жаворонок», (1986), реж. Е. Абдрахманов. История семьи, в которой легенда о батырах — защитниках родной земли, тесно переплелась с реальными событиями минувшей войны.
- «Каменная жаба», (1986), реж. А.Джунусов. По мотивам казахской народной сказки о жабе, которая за обман и подлость обречена носить на себе каменный сундук.
- «Канбак-шал и великаны», (1986), реж. А. Абилкасимов. По мотивам казахской народной сказки о весёлых приключениях хитроумного героя Канбак-шала.
- «Приключения глиняного комочка», (1986), реж. Ш. Мусина. Фильм рассказывает о глиняном комочке, который сначала пытался принимать форму увиденных им предметов, а потом понял, что лучше всего быть самим собой.
- «Про тигрёнка, который ничего не боялся», (1986), реж. А. Токшабаев. О маленьком любознательном тигрёнке, который ничего не боялся, но всё же однажды испытал страх за своего маленького и беззащитного друга — синичку.
- «Соловей», (1986), реж. Ж.Даненов, Гани Кистауов. Восхищённый пением соловья, мальчик поймал его и посадил в клетку. Но птица, лишённая свободы, петь уже не смогла… Фильм взывает к бережному отношению к природе. Приз «За лучшее изобразительное решение» на кинофестивале мультфильмов в г. Тернополе, 1986 год.
- «Верёвка мыло табуретка», (1987), реж. В. Максимов. В основе — забавная история о том, как герои пытаются найти полезное применение пустяковой находке — кем-то оброненной верёвке. В конце делается важный вывод — о многообразии применения вещей и их высшем предназначении — служить доброму делу.
- «Легенда о чёрном волке» (Храбрецы), (1987), реж. К. Сейданов. Эта древняя легенда рассказывает об извечной борьбе сил Добра и Зла, исход которой зависит от человека: о трусости мальчика, обернувшейся трагедией — гибелью собаки. Силы зла воплощены в картине в образе чёрного волка, преследующего мальчика.
- «Мозаика-1», сборник микросюжетов (1987), Сборник состоит из 2-х мультфильмов: 1. «Ворона и крот», реж. Н. Намазбеков. Эта смешная история о робком застенчивом Кроте и крикливой бесшабашной Вороне, которым слишком поздно удалось выслушать друг друга. 2. «Однажды», реж. Г. Садыкова. Рассказ о Снежном Человеке, который решился было объявиться людям, но, потрясённый потоком информации о том, чем живёт сегодня человечество, в испуге уходит назад, в горы.
- «Сезон бабочек», (1987), реж. А. Токшабаев. История превращения женщины в бабочку — это рассказ о том, как человек в извечной погоне за сиюминутным и эфемерным, заслоняющим собою непреходящее, подлинное, становится «творцом» своих собственных трагедий.
- «Смысл жизни», (1987), реж. Е. Абдрахманов. Главный герой фильма занят поиском некоего «смысла жизни», якобы скрытого за таинственной дверью.
- «Чьи уши лучше?», (1987), реж. С. Аралбаев. Это рассказ о том, как однажды Зайчонок и Ослик — шаловливые, но симпатичные — затеяли спор о том, чьи уши в самом деле лучше.
- «Дастархан», (1988), реж. Т. Муканова. Сказка о простодушном и щедром Абзале, готовом всё отдать дорогому гостю.
- «Как мышонок пошёл в школу», (1988), реж. С. Аралбаев. О том, как любопытный мышонок по дороге в школу узнаёт, что некоторые цветы и деревья могут служить часами и компасом.
- «Охота», (Муфлон) (1988), реж. Ж. Даненов, Гани Кистауов. В фильме, снятом по рассказу Э. Сеттон-Томпсона «Крэг-Кутенейский баран». Рассказывается о том, как в неутолимой жажде власти над миром Природы, человек уничтожая её, обрекает себя на неминуемую гибель. Приз «Бронзовый Витязь» на Втором МКФ Православных и славянских народов «Золотой Витязь» — Нови Сад (Сербия), 1993 г.
- «Лицо», (1988). реж. Г. Садыкова. Гран-при на Всесоюзном смотре-семинаре республик Средней Азии и Казахстана, г. Ташкент 1989 г.
- «Мой друг. Прощай!», (1988), реж. А. Сахариева. Основанный на графических работах и стихах Т. Шевченко, фильм повествует о тяжелейшем периоде и жизни поэта — мангышлакской ссылке.
- «Небесный дар», (1988), реж. Т. Муканова. По представлению древних кочевников-тюрков мир состоит из трёх сфер. Жрица верхней сферы — Умай-ене, в средней живут люди, а подземная сфера — царство Ерлик-бия. Фильм-притча о взаимодействии этих трёх сфер.
- «Садовник», (1988), реж. Ш. Мусина.
- «Қорқақ-батыр» (Батыр — заячья душа), (1989), реж. А. Абилкасимов, А. Джунусов. Весёлая история о том, как добродушного непритязательного силача комические обстоятельства «выталкивают» в герои-богатыри.
- «Мозаика-2», сборник микросюжетов, (1989), Сборник состоит из 2-х мультфильмов: 1. «Цветок» реж. И. Молдабеков, Г. Бекишев. В сюжете в гротесковой форме рассказывается о взаимосвязи всего живого на земле. 2. «Слепой» реж. Г. Мырзашев. Притча о заколдованном круге жизненных обстоятельств, из которого не может вырваться человек.
- «Непредвиденная встреча», (1989), реж. Н. Намазбеков.
- «Перипетии», (1989), реж. Г. Садыкова.
- «Шёл по дороге воробей», (1989), реж. А. Токшабаев.
- «Волшебное зеркало», (1990), реж. Г. Бекишев. Эксцентрическая лента, рассказывающая о злоключениях добродушного Дяу, похитившего руно.
- «Грань», (1990), реж. А. Умурзаков. Психологический этюд на тему взаимоотношений мужчины и женщины.
- «Жёлудь и скрипка», (1990), реж. А. Токшабаев. Авторы фильма, снятого по мотивам басни И. А. Крылова, утверждают, что бездуховность и потребительское отношение к жизни ведут к нравственной и физической деградации.
- «Короли бензоколонки», (1990), реж. Н. Ткаченко. Весёлая ироническая история о том, как работали на бензоколонке бедолаги бизнесмены.
- «Мозаика-4», сборник микросюжетов (1990), Сборник состоит из 3-х мультфильмов: 1. «Из жизни стульев». реж А. Сахариева. Сатирический взгляд на сегодняшнее положение нашего общества. 2. «Они». реж. Н. Ткаченко. О том, к чему может привести скандал, возникший из-за простого недоразумения. 3. «Притча о Розе». реж. Р. Агапова. В Мультфильме, снятом по мотивам рассказа Р. Дарио, рассказывается о прекрасной розе, мечтавшей приносить пользу и… превратившейся в капусту.
- «Вдохновение», (1991), реж. Л. Родионова. Ироничный рассказ о драме художника, о муках творчества и их плодах, о взаимоотношениях Личности и Толпы…
- «Затмение», (1991), реж. Г. Садыкова. Это — философская зарисовка о том, как неуправляемый технический прогресс разрушает духовные ценности.
- «Звездолёт», (1991), реж. А. Токшабаев. Фильм снят по мотивам рассказа Клиффорда Саймака «Штуковина». О том, как в жизни мальчика-сироты, лишённого родительской ласки, после встречи с инопланетянами происходят удивительные перемены.
- «Продолжение (Преодоление)», (1991), реж. Н. Намазбеков. Фильм — философская поэма о сущности человеческой жизни. Главная идея — это стремление к совершенствованию природы человека.
- «Алтай ойын», (1992), реж. Т. Муканова. Тёплым летним вечером на берегу горного озера расписные асыки (костяные игрушки) разыграли народную игру Сырга-табу («Найди серёжку»).
- «Зов лисицы», (1992), реж. Г. Бекишев. Ироническая история о том, как лиса спасла своего детёныша из зоопарка. Другие звери также стремятся на свободу, но не знают, что делать с ней.
- «Наследство», (1992), реж. К. Сейданов. У одного зажиточного чабана осталось в наследство трём сыновьям 17 баранов. Братья не могут разделить их между собой, потому что не знают грамоты. Их выручает добрый старик. Запустив в стадо своего барана, он с лёгкостью разрешает столь сложное задание. Воцарились мир и согласие в степи.
- «Песнь о серке», (1992), реж. Н. Намазбеков.
- «Танзаган», (1992), реж. Т. Муканова. Красиво начинается алтайская древняя сказка: жил давно-давно на Алтае старик Танзаган, скота не водил, землю не пахал, жил охотой. Спустилась на землю луноликая красавица — младшая дочь Тринебесного Курбустана и осталась женой Танзагана: ведь надышалась, пропахла она дымом его очага, не пустят теперь её обратно на небо. Позавидовали молодые счастью старика, подожгли его юрту. Птицами улетели жена и дети Танзагана, но до сих пор носят женщины покрой её небесного одеяния — крылатый чегедек и островерхий головной убор.
- «Мушель» (Чей год?), (1993), реж. К. Сейданов, А.Джунусов. Фильм создан по мотивам казахской народной сказки «Спор животных», где 13 животных спорят, чьим именем должен быть назван первый год календаря. Самодовольному верблюду из-за его самоуверенности не достаётся ни один год календаря. Верблюд уходит, сказав напоследок: «Если быть, то первым, иначе ничего не надо!». Спор животных выигрывает маленькая, но очень находчивая, беспокойная мышка.
- «Портной и луна», (1993), реж. К. Сейданов. Однажды молодая луна, услышав весёлую песню портного, заглянула в шанырак его юрты. Восхищаясь искусством портного, она заказывает себе платье. Но при каждой примерке платье трещит по швам…
- «Случай в доме», (1993), реж. А.Умурзаков. Это — невероятная история о том, как отец и сын вели нелёгкий поединок с жевательной резинкой, которую, казалось бы, нельзя одолеть, но они одержали победу.
- «То, чего не было», (1993), реж. Н. Намазбеков. В один прекрасный июньский день на маленькой полянке собралась удивительная компания: навозный жук, муравей, кузнечик, улитка, гусеница, ящерица и лошадь. Они рассуждали о том, что есть мир, в чём состоит смысл жизни и прочих других прекрасных вещах. Но довести свой разговор до конца им так и не удалось.
- «Остров дракона», (1998), реж. Гани Кистауов, Жакен Даненов. Фильм, созданный по мотивам народных сказок Рюнэскэ Акутагава, выполнен в графике японских фресок. После долгих скитаний отец и дочь попадают на одинокий остров, хозяином которого является страшный дракон.
- «Счастье кадыра», (2000). В человеке изначально заложена страсть к путешествиям, и чаще всего люди отправляются в путь в поисках счастья. Герой фильма покидает насиженные места, чтобы встретиться лицом к лицу со своим счастьем. И задать ему пару вопросов.
- «Аңшы», 2010
- «Супер Баха», 2011
- «Ер Тостик и Айдахар», 2013, реж. Жакен Данен

## Документальные фильмы
- 1976 — Беркуты, реж. Белялов Вячеслав Алиевич
- 1976 — Добро пожаловать в Алма-Ату!, реж. А. Нугманов, оператор А. Мищенко
- 1983 — «Абай. Жизнь и творчество», реж. Тимурлан Арганчеев
- 1990 — Буду защищаться сам, реж. Владимир Тюлькин
- 1990 — Клетка, реж. Владимир Тюлькин
- 1992 — Добро пожаловать в Алма-Ату!
- 2010 — Бауржан — сын казахского народа
- 2011 — Гражданин мира
- 2011 — Источник Абая
- 2011 — Омир Дастан
- 2011 — Солнечные дни
- 2011 — Когда душа не может молчать
- 2012 — Мне 20 лет и шишка стоит